# Шейна
Шейна е вид превозно средство, което има ски вместо колела, използвано на повърхности с малък коефициент на триене като сняг, пясък или лед и теглено от елени, коне или кучета. Някои тревни площи са също подходящи за използване на шейни. Основният материал от който са изработвани е дърво, но се срещат и такива от метал или пластмаса.
В места като Аляска и Сибир, където сняг и лед покриват земята почти целогодишно, много често единственият възможен начин на придвижване е с кучешки впрягове. Изразът „руска тройка“ идва от често използвания в миналото в Русия впряг на шейна с 3 коня.
Според легендата, дядо Коледа обикаля земното кълбо с вълшебна шейна, теглена от 8 северни елена, която може и да лети.

## Видове спортове с шейни
- Бобслей
- Спортни шейни
- Скелетон
- Снегоход